# À l'est du soleil et à l'ouest de la lune
À l'est du soleil et à l'ouest de la lune (en norvégien : Østenfor sol og vestenfor måne, en anglais : East of the Sun and West of the Moon) est un conte populaire norvégien, recensé par Peter Christen Asbjørnsen (1812–1885) et Jørgen Moe, et qui a d'abord été publié à Christiania (Oslo) en 1841 dans leur recueil Norske Folkeeventyr (Contes populaires norvégiens).
Traduit en anglais par Sir George Dasent, il a été repris en 1849 dans un recueil intitulé Fairy Tales of all Nations et a acquis une grande popularité dans la culture anglo-américaine. C'est l'un des rares contes norvégiens ayant atteint une audience internationale.
Le conte reprend des éléments de l'histoire de L'Amour et Psyché dans les Métamorphoses d'Apulée (IIe siècle apr. J.-C.), en y introduisant des éléments plus spécifiquement norvégiens.

## Résumé

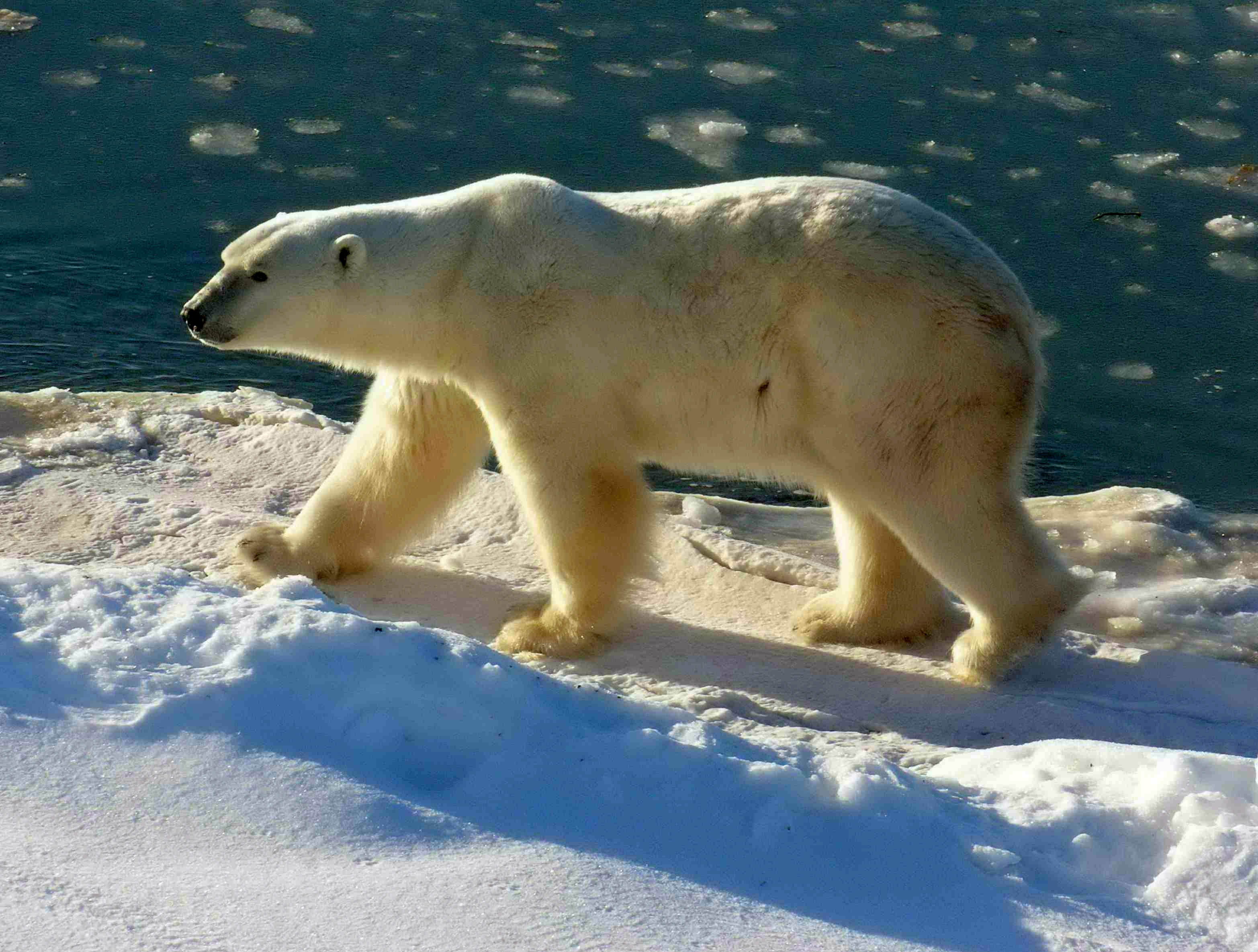
Le jeudi soir suivant, l'ours blanc vint la chercher.

Un pauvre paysan a bien du mal à nourrir ses nombreux enfants. Un soir de tempête, il entend frapper à la fenêtre et se retrouve face à un grand ours blanc qui lui demande poliment sa plus jeune fille, d'une grande beauté, en mariage, lui promettant en retour la richesse. Le père consulte sa fille, qui refuse d'abord fermement avant de se laisser convaincre. La semaine suivante, l'ours revient pour l'emmener sur son dos avec son maigre baluchon, la rassurant et lui disant de s'agripper à sa fourrure.
Ils cheminent ainsi longtemps, jusqu'à arriver à une montagne, qui s'ouvre devant eux et laisse apparaître un magnifique château. L'ours invite la jeune femme à se restaurer et à se reposer, lui donnant une cloche d'argent qu'il lui suffira d'agiter pour obtenir tout ce qu'elle souhaite. Alors qu'elle s’est mise au lit, un homme la rejoint dans l'obscurité et se couche auprès d'elle ; il disparaîtra avant l'aube, sans qu'elle ait pu le voir, et il en sera ainsi régulièrement.
La jeune femme s'habitue à sa nouvelle vie, mais au bout d'un certain temps elle s'ennuie de ses parents et de ses frères et sœurs. L'ours lui accorde de leur rendre visite, mais à condition de ne jamais parler à sa mère en tête-à-tête, sans quoi une malédiction s'abattra sur le couple.
Ils entreprennent un long voyage qui les mène à une grande maison où la famille de la jeune femme, qui vit désormais dans l'abondance, l'accueille avec joie. Cependant sa mère réussit à s'entretenir avec elle sans témoins, et la jeune femme lui raconte comment chaque nuit un homme, qu'elle n'a jamais pu distinguer, s'introduit dans son lit et disparaît avant le lever du soleil. Sa mère déclare qu'il doit s'agir d'un troll et lui donne un chandelier qu'elle lui recommande d'allumer alors que l'homme sera endormi ; elle devra toutefois éviter de laisser tomber sur lui la moindre goutte de cire.

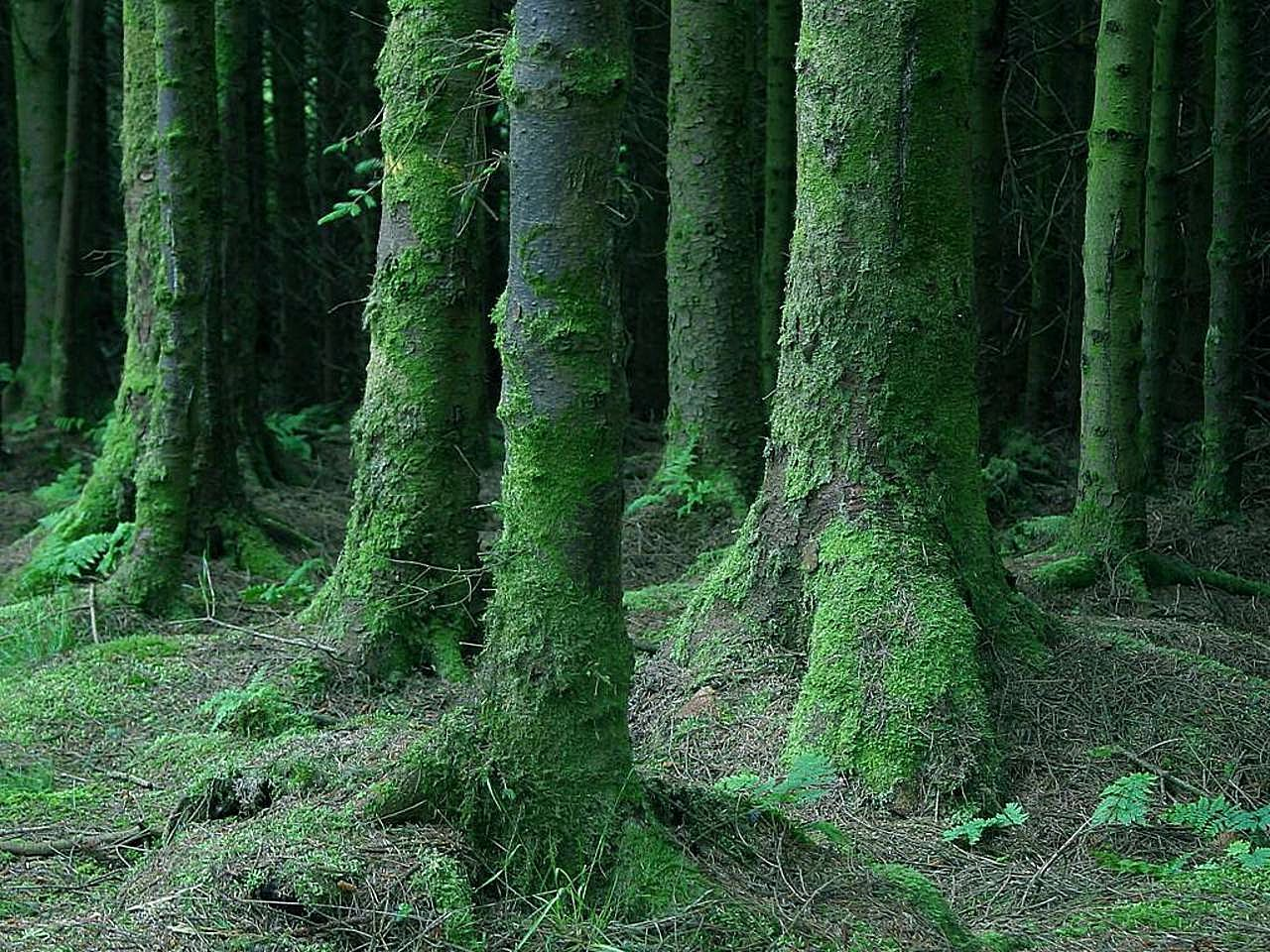
…elle était étendue… au milieu d'une sombre et lugubre forêt.

De retour au château, elle doit avouer à l'ours la teneur de la conversation qu'elle a eue avec sa mère, et l'ours la met à nouveau en garde contre la malédiction qui les attend tous deux si elle suit sa recommandation. Bien que l'assurant qu'elle n'en fera rien, elle ne peut s'empêcher, la nuit suivante, d'allumer la chandelle, et découvre qu'à ses côtés repose un prince d'une très grande beauté, et dont elle tombe immédiatement amoureuse : mais en se penchant pour l'embrasser, elle laisse tomber trois gouttes de cire chaude sur la chemise du prince. Celui-ci se réveille et se désespère que la malédiction se soit réalisée, lui expliquant qu'il est victime d'un sortilège qui l'oblige à se transformer chaque jour en ours blanc ; si elle avait attendu un an, l'enchantement aurait pris fin de lui-même. Désormais il doit la quitter pour retrouver la magicienne, qui vit dans un château « à l'est du soleil et à l'ouest de la lune », et y épouser une princesse dont le nez fait trois coudées de long. La jeune femme le supplie de lui dire comment elle peut l'y rejoindre, mais le prince lui répond qu'aucune route ne mène à ce pays. Le prince et le château s'évanouissent, et elle se retrouve seule au milieu d'une sombre forêt, avec son pauvre baluchon pour seul bagage.

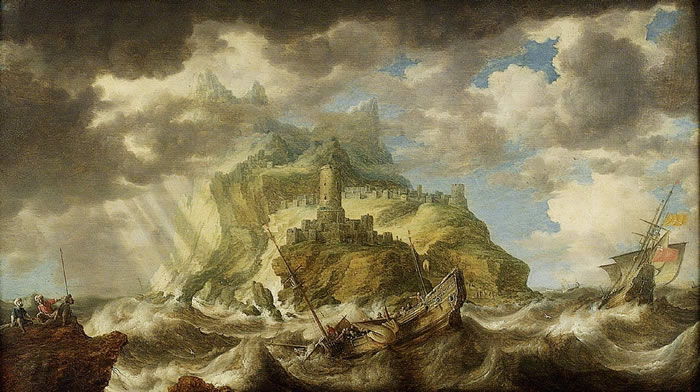
Des navires firent naufrage par centaines lorsque la tempête se mit à souffler sur la mer.

Après s'être lamentée, elle entame alors une longue quête à la recherche de son prince. Elle rencontre successivement trois vieilles femmes, qui ne peuvent lui dire comment se rendre à l'est du soleil et à l'ouest de la lune, mais lui prêtent chacune un cheval jusqu'à la prochaine étape, et lui donnent un objet magique : une pomme d'or, un peigne d'or et un rouet d'or. La dernière des trois vieilles l'envoie auprès du Vent d'Est, mais c'est seulement après avoir rencontré encore le Vent d'Ouest et le Vent du Sud qu'elle parvient auprès du Vent du Nord, qui malgré son mauvais caractère lui propose de l'emmener sur son dos jusqu'au château magique. Ils y parviennent finalement au bout d'un long voyage, qui provoque une tempête dévastatrice et laisse le Vent du nord complètement épuisé.
Le lendemain, la jeune femme se met à jouer avec la pomme d'or devant la fenêtre du château : la princesse au long nez la hèle et lui propose d'acheter la pomme, mais l'héroïne ne demande en échange que de passer une nuit dans la chambre à coucher du prince. Ce souhait lui est accordé, mais la princesse au long nez a pris soin de droguer le prince, que l'héroïne ne parviendra pas à réveiller. Elle échange ensuite son peigne d'or et son rouet d'or aux mêmes conditions. Mais alors qu'elle s'apprête à passer sa troisième nuit dans la chambre du prince, des personnes compatissantes du château, qui ont suivi le manège, avertissent le prince : celui-ci feint alors de boire le somnifère avant l'arrivée de la jeune femme, avec laquelle il peut enfin s'entretenir. Il l'informe qu'elle est arrivée juste à temps, car le lendemain doit être le jour de ses noces avec la princesse.
Ils conviennent qu'avant la cérémonie prévue, le prince demandera à sa future femme de laver la chemise sur laquelle étaient tombées les trois gouttes de cire, promettant d'épouser la femme qui s'acquittera de cette tâche. L'épreuve semble facile, mais ni la princesse au long nez, ni sa mère la magicienne, ni les autres trolls de leur entourage, n'y parviennent. Le prince fait alors chercher la jeune femme et lui demande de laver la chemise. Celle-ci y parvient sans difficulté et le prince déclare qu'elle sera sa femme.
De rage, la magicienne éclate sur place, ainsi que la princesse au long nez et « toute la bande de trolls » qui les accompagnaient. Mariés, le prince et l'héroïne libèrent ceux qui les ont aidés et étaient enfermés dans le château. Ils emportent tout l'or et l'argent qu'ils peuvent, et s'en vont le plus loin possible du château situé à l'est du soleil et à l'ouest de la lune.

## Illustrations

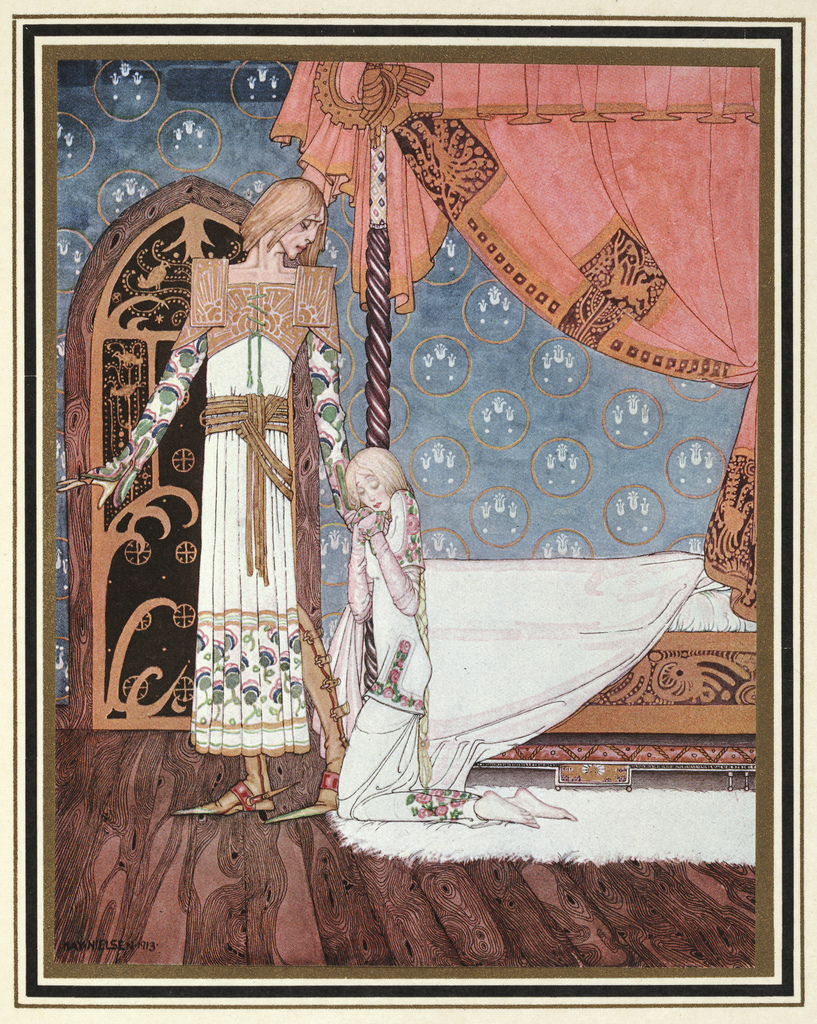
Illustration de Kay Nielsen (édition de 1914)

Ce conte a inspiré de nombreux illustrateurs, comme Otto Sinding (édition norvégienne de 1879 de Norske folke- og huldre-eventyr), Kay Nielsen (1914), Henry Justice Ford, Frederick Richardson, Mercer Mayer, etc.

## Analogies
- La Belle et la Bête
- La Storia di Liombruno, petit roman italien en 2 chants et en vers (XIIIe siècle)[7].
- La Plume de Finist-Clair-Faucon, conte traditionnel russe
- Le Roi des Corbeaux (Jean-François Bladé, Contes de Gascogne, 1886, t.I conte II)

## Variantes
- Ours-roi Valemon, une variante collectée par August Schneider en 1870

## Adaptations
Le poète danois Holger Drachmann a réalisé en 1880 une adaptation du conte en vers sous le titre : Østen for sol og vesten for maane.
L'animateur Don Bluth avait entamé une adaptation du conte en film d'animation au début des années 1980, mais le projet fut annulé.